# International Longshore and Warehouse Union
L'International Longshore and Warehouse Union en français : « syndicat international du débardage et de l'entreposage », abrégé en ILWU, est un syndicat nord-américain défendant les intérêts des dockers et autres ouvriers et employés du secteur de la manutention portuaire. Son réseau s'étend sur la côte Ouest des États-Unis, y compris Hawaï et l'Alaska, ainsi que la Colombie-Britannique au Canada.
Outre les dockers, le syndicat défend les intérêts des ouvriers et employés du secteur hôtelier hawaïen, des ouvriers de la conserve en Alaska, ceux des entrepôts logistiques de toute la côte Ouest, et les ouvriers du secteur du livre à Portland.

## Histoire
Le syndicat a été fondé en 1937, après la grève des dockers de la côte Ouest de 1934 (en), événement fondateur, qui dura trois mois et connut son paroxysme lors d'une grève générale de quatre jours à San Francisco et dans toute sa baie.
En 2014-2015, il est à l'origine du mouvement de grève qui paralyse les vingt-neuf ports de la côte Ouest des États-Unis, menaçant l'économie américaine de ralentissement. Son impact est diversement ressenti, avec comme effet le rationnement des frites dans les McDonald's du Japon.

## Affiliations
Depuis le 30 août 2013, l'ILWU a quitté l'AFL-CIO.

## Réputation
En 2014, le San Francisco Chronicle décrivait l'ILWU comme « l'aristocratie de la classe ouvrière ; un cadre dirigeant du syndicat peut gagner bien plus de 100 000 $ par an, avec toutes sortes d'avantages » ; les postes ouverts par l'ILWU reçoivent plusieurs milliers voire une dizaine de milliers de candidatures.
Les dockers sont également considérés comme étant parmi les mieux payés des cols bleus américains, avec un salaire horaire allant de 26  à   40 $, soit plus du triple du salaire minimum.